# キーシャ・コール
キーシャ・コール（Keyshia Cole、本名: Keyshia Miesha Michelle Cole、1981年10月15日 - ）は、アメリカ合衆国カリフォルニア州オークランド出身の女性R&B歌手、シンガーソングライター。

## 来歴
カリフォルニア州オークランドで育ち、兄ショーン・コールはラッパーでNutt-Soとして活動している。キーシャの音楽キャリアのスタートは12歳の時。既に有名だったM.C.ハマーのレコーディングに参加する機会があった。2001年メッシー・マーヴのヒット曲「ヌービアン・クイーン・リミックス」にコーラス参加するなど、この頃はサンフランシスコ、ベイエリアで活動していた。
2002年、自身のキャリアを前に進める為に衝動的にベイエリアを離れた。その時の所持金は200ドル。レンタカーで夜道をロサンゼルスに向かった。ロサンゼルスに到着して数ヶ月後、A&Mレコード社長のロン・フェアーの興味を惹き、その年にA&Mレコードと契約。ソロでの最初の作品は、2003年の映画『バイカー・ボーイズ』のサウンドトラック「ゲット・アップ」。2004年は映画『バーバーショップ2』のサウンドトラック「ネヴァー」を制作。この曲にはラッパーのイヴが参加。
2005年6月、デビューアルバム『ザ・ウェイ・イット・イズ』をリリース、RIAAによりプラチナディスクに認定された。このアルバムからの4枚目シングル「ラヴ」が、自身初めてのビルボードトップ20入りの曲になった。
2005年7月より、米ケーブルテレビBETでキーシャのリアリティ・ショー「キーシャ・コール：ザ・ウェイ・イット・イズ」が6週に渡って放送された。

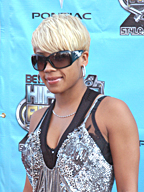
BETアワードでのキーシャ・コール（2007年）

2007年9月、2ndアルバム『ジャスト・ライク・ユー』をリリース、ビルボード初登場2位。リル・キムとミッシー・エリオットをフィーチャーしたアルバムからの最初のシングル「レット・イット・ゴー」が、米ビルボードで最高7位となり、キーシャの作品中では一番のヒットになった。R&B/ヒップホップ部門では初の1位を獲得。バラードの「アイ・リメンバー」「ヘヴン・セント」もR&B/ヒップホップチャートで連続1位を記録した。
BETの「キーシャ・コール：ザ・ウェイ・イット・イズ」の2シーズン目が放送された。BETの発表では、この番組はBET史上で最高の視聴率だったとの事。この年は映画へ出演し、MTV制作の映画『How She Moves』に本人役で登場した。
2008年12月、3rdアルバム『ディファレント・ミー』をリリース。最初のシングルは故2パックをフィーチャーした「プレイヤ・カーズ・ライト」。

## ディスコグラフィ

### アルバム
| 2005                                      | The Way It Is      | - 発売日: 2005年6月21日 - レーベル: A&M - フォーマット: CD, digital download - 全米売上: 160万枚                  | 6  | 184 | - US: プラチナ |
| 2007                                      | Just Like You      | - 発売日: 2007年9月25日 - レーベル: Geffen - フォーマット: CD, digital download - 全米売上: 170万枚               | 2  | 149 | - US: プラチナ |
| 2008                                      | A Different Me     | - 発売日: 2008年12月16日 - レーベル: Geffen, Interscope - フォーマット: CD, digital download - 全米売上: 100万枚  | 2  | —   | - US: プラチナ |
| 2010                                      | Calling All Hearts | - 発売日: 2010年12月21日 - レーベル: Geffen, Interscope - フォーマット: CD, digital download - 全米売上: 45万枚   | 9  | —   |                |
| 2012                                      | Woman to Woman     | - 発売日: 2012年11月19日 - レーベル: Geffen, Interscope - フォーマット: CD, digital download - 全米売上: 32.9万枚 | 10 | —   |                |
| 2014                                      | Point of No Return | - 発売日: 2014年10月7日 - レーベル: Geffen, Interscope - フォーマット: CD, digital download - 全米売上: 15万枚    | 9  | —   |                |
| 2017                                      | 11:11 Reset        | - 発売日: 2017年10月20日 - レーベル: Epic, Sony, Keyshia Cole - フォーマット: CD, digital download                | 37 | —   |                |
| "—"は未発売またはチャート圏外を意味する。 |                    | |    |     |                |

### シングル
- アイ・チェンジド・マイ・マインド　I Changed My Mind（2004年）
- （アイ・ジャスト・ウォント・イット）トゥ・ビー・オーヴァー　(I Just Want It) To Be Over（2005年）
- アイ・シュッド・ハブ・チーティド　I Should Have Cheated（2005年）
- ラヴ　Love（2006年）
- レット・イット・ゴー　Let It Go featuring Lil Kim & Missy Elliott（2007年）
- シュダ・レット・ユー・ゴー　Shouda Let You Go featuring Amina（2007年）
- アイ・リメンバー　I Remember（2007年）
- ヘヴン・セント　Heaven Sent  (2008年)
- プレイヤ・カーズ・ライト Playa Cardz Right（2008年）
- ユー・コンプリート・ミー "You Complete Me"（2009年）
- トラスト "Trust"（2009年）
- I Ain't Thru (2010年)
- Long Way Down (2010年)
- Take Me Away (2011年)
- Enough of No Love (2012年)
- Trust and Believe (2012年)

### 客演
- ギヴ・イット・アップ・トゥ・ミー／ショーン・ポール　(When You Gonna) Give It Up to Me / Sean Paul（2006年）
- ラスト・ナイト／ディディ　Last Night / Diddy（2006年）
- ドリーミン／ヤング・ジージー　Dreamin' / Young Jeezy（2006年）